# Mercedes Chaves Jaime
Mercedes Chaves Jaime (La Uvita, 11 de novembro de 1956 — Tunja, 11 de agosto de 2005) foi uma intelectual, educadora e pedagoga colombiana. Seu trabalho dedicou-se à educação infantil e os estágios cognitivos para o desenvolvimento da criança nos processos de leitura e escrita. Sua inspiração foi o trabalho do psicólogo soviético Lev Semyonovich Vygotsky, fundador da psicologia histórico-cultural.

## Biografia
Iniciou os estudos de humanidades na Pontifícia Universidade Javeriana de Bogotá. Depois disso, mudou-se para a Universidade Pedagógica e Tecnológica da Colômbia, onde terminou os estudos e obteve sua licenciatura em Educação Infantil. Anos mais tarde, voltou para a Pontifícia Universidade Javeriana para concluir sua pós-graduação. Como professora,  lecionou em sua alma mater, onde também dirigiu e realizou estudos e pesquisas na sua área.